# Made in Japan (album)
Made in Japan uživo je album britanskog hard rock sastava Deep Purple, kojeg 1972. godine objavljuje diskografska kuća 'EMI'.
Album sadrži snimke Purpleovih koncerata održanih u Japanu (odakle je i dobio naziv), tijekom tri noći od 15. do 17. kolovoza 1972. godine u Osaki i areni 'Budokan' u Tokyu. Većina skladbi uglavnom dolaze s njihovog ranije snimljenog studijskog albuma Machine Head. Ova tri koncerta, također su snimljena kasnije i objavljena 1993. godine, na trostrukom CD izdanju. Za razliku od većine drugih koncert albuma, za ovaj ne postoje originalne snimke za daljnje snimanje studijskih mikasnih skladbi.
Obrađeno izdanje ovog albuma izlazi povodom obljetnice 1998. godine i sadrži dodatni CD na kojemu se nalaze snimke njihovih izlazaka na bis.

## Popis pjesama
Sve pjesme napisali su Ritchie Blackmore, Ian Gillan, Roger Glover, Jon Lord i Ian Paice, osim gdje je drugačije naznačeno.

### Originalno vinil izdanje (2 LP)

#### Strana prva
1. "Highway Star" - 6:50
  -  Snimljeno u Osaki, 16 kolovoza.
2. "Child in Time" - 12:24
  -  Snimljeno u Osaki, 16 kolovoza.

#### Strana druga
1. "Smoke on the Water" - 7:31
  -  Snimljeno u Osaki, 15 kolovoza.
2. "The Mule" - 9:49
  -  Snimljeno u Tokyu, 17 kolovoza.

#### Strana treća
1. "Strange Kind of Woman" - 9:35
  -  Snimljeno u Osaki, 16 kolovoza.
2. "Lazy" - 10:50
  -  Snimljeno u Tokyu, 17 kolovoza.

#### Strana četvrta
1. "Space Truckin'" - 19:41
  -  Snimljeno u Osaki, 16 kolovoza.

### Remastered izdanje (2CD)

#### CD 1:Made In Japan
1. "Highway Star" - 6:43
2. "Child in Time" - 12:17
3. "Smoke on the Water" - 7:36
4. "The Mule" - 9:28
5. "Strange Kind of Woman" - 9:52
6. "Lazy" - 10:27
7. "Space Truckin'" - 19:54

#### CD 2:The Encores
1. "Black Night" - 6:17
  - Bis pjesme snimljene u Tokyu 17. kolovoz. Obrađena verzija ranije objavljene snimke na jednoj B- strani.
2. "Speed King" - 7:25
  -  Bis pjesme snimljene u Tokyu 17. kolovoza. Prethodno ne objavljena.
3. "Lucille" (Albert Collins, Little Richard) - 8:03
  -  Bis pjesme snimljene u Osaki 16. kolovoza. Prethodno ne objavljena.

13. siječnja 2006. godine, progresivni metal sastav Dream Theater, svira originalno ovaj album u 'Kokusai Forumu' u Tokyu i također 15. siječnja iste godine u 'NHK Hallu' u Osaki. Obje izvedbe su snimljene, a jednu od njih objavljuje diskografska kuća 'Ytse Jam Records', što je ustvari bio miks od Rogera Glovera.

## Izvođači
- Ritchie Blackmore – prva gitara
- Ian Gillan – vokal, usna harmonika, udaraljke
- Roger Glover – bas-gitara
- Jon Lord – orgulje, klavijature, električni pianino
- Ian Paice – bubnjevi, udaraljke

### Produkcija
- Producent - Deep Purple
- Projekcija – Martin Birch
- Oprema – Ian Hansford, Rob Cooksey, Colin Hart, Ron Quinton
- Dizajn omota albuma – Roger Glover
- Miks originalnog albuma - Ian Paice and Roger Glover
- Remastered - Peter Mew

## Vanjske poveznice
- Discogs.com - Deep Purple - Made in Japan